# 瀬戸英雄
瀬戸 英雄（せと ひでお、1948年 - ）は日本の弁護士。LM法律事務所代表パートナー。第一東京弁護士会所属。元株式会社企業再生支援機構委員長。
企業法務、事業再生・倒産法に精通し、多くの大型企業の破綻処理を手掛けている。
企業再生支援機構の委員長として，京セラの稲盛和夫と共に日本航空の再生を主導した。

## 経歴
神奈川県立小田原高校、法政大学法学部卒業、法政大学大学院社会科学研究科修了。1996年から法制審議会倒産法部会幹事として、民事再生法の制定、会社更生法・破産法の改正に関与。
会社更生が適用された第一ホテル（2000年）、マイカル（2001年）、大和生命保険（2008年）の管財人。
構造計算書偽造問題のヒューザー（2006年）、商工ファンドのSFCG（2009年）など、社会問題を引き起こした破綻企業の破産管財人として被害者の救済に当たる。
2009年10月から2013年3月まで、企業再生支援機構の委員長。日本航空に対する会社更生手続では企業再生支援機構の職務執行者として管財人統括を務めた
。2018年から、事業再生ADRを主宰する一般社団法人事業再生実務家協会の代表理事。

## 著作
論文
- 「日東興業　大規模和議適用と大型債権調査手続（債権管理　86号）1999年
- 「ヤオハンジャパン 更生会社による自社発行債の買取り」（債権管理 87号）2000年
- 「『やり直し』のできる社会」（銀行法務２１）2001年
- 「第一ホテル 会社更生事件にみる保全管理人の活動－保全管理人の一週間」（金融法務事情1610号）2001年
- 「第一ホテルの更生計画－早期終結のための一つの試み」（債権管理94号）2001年
- 「事例研究マイカル」（『更生計画の実務と理論』所収、商事法務）2004年
- 「債権者行動の変化と法的再建手続の選択　マイカル事件を素材にして」（事業再生と債権管理103号）2004年
- 「倒産法制の見直し作業と弁護士の関与」『企業再建の真髄』所収、(商事法務)2005年
- 「社債権者の事業再生手続への参加」新堂幸司＝山本和彦編『民事手続法と商事法務』所収（商事法務）2006年
- 「オールジャパンの再生支援‐企業再生支援機構の発足に際して」（金融法務事情1880号）2009年
- 「いよいよ始動する企業再生支援機構」（ＮＢＬ913号）2009年
- 「事業再生における資金調達」『講座 倒産の法システム3』所収(日本評論社）2010年
- 「日本航空の再建 ―企業再生支援機構による再生支援と会社更生手続」『現代民事法の実務と理論』所収(きんざい)2013年
- 「裁判外再生手続としての『事業再生ＡＤＲ』」事業再生実務家協会編『事業再生ADRのすべて』（商事法務）2015年
- 「やり直しのできる社会に向けて」『企業再生の現場から』共著(商事法務)2015年など

監修・編集等
- 『ビジネスマンのための民事再生法』（日経ＢＰ社）2000年　改訂版2002年
- 『民事再生法　要点解説と条文対照』（新日本法規）2000年
- 『最新会社更生法　要点解説と条文対照』（新日本法規）2003年
- 『最新破産法　要点解説と条文対照』（新日本法規）2005年
- 『新会社更生法の理論と実務』　山本克己・山本和彦・瀬戸英雄編（判例タイムス社）2003年
- 『新破産法の理論と実務』　山本克己・山本和彦・瀬戸英雄編（判例タイムス社）2008年
- 『倒産判例インデックス』瀬戸英雄・山本和彦編（商事法務）2009年など